# Tupistra muricata
Tupistra muricata là một loài thực vật có hoa trong họ Măng tây. Loài này được (Gagnep.) N.Tanaka mô tả khoa học đầu tiên năm 2003.